# Oxinasphaera penteumbonata
Oxinasphaera penteumbonata är en kräftdjursart som beskrevs av Benvenuti, Messana och Marilyn Schotte 2000. Oxinasphaera penteumbonata ingår i släktet Oxinasphaera och familjen klotkräftor. Inga underarter finns listade i Catalogue of Life.